# Ñ
La ñ (en mayúscula Ñ, nombre eñe, plural eñes) es la decimoquinta letra y la duodécima consonante del alfabeto español donde representa una consonante nasal palatal.
La ñ está también presente en los alfabetos de otros idiomas relacionados históricamente con el español, como por ejemplo el asturiano, gallego, euskera o vascuence, aimara, bubi, chamorro, gacería, guaraní, papiamento, quechua o filipino y por conveniencia en algunos que no lo están como el  tártaro de Crimea, wólof, bretón, mapudungun o algunas lenguas aborígenes australianas y muchas otras lenguas en todos los continentes. A veces toma la forma de Nn.[cita requerida]

## Historia

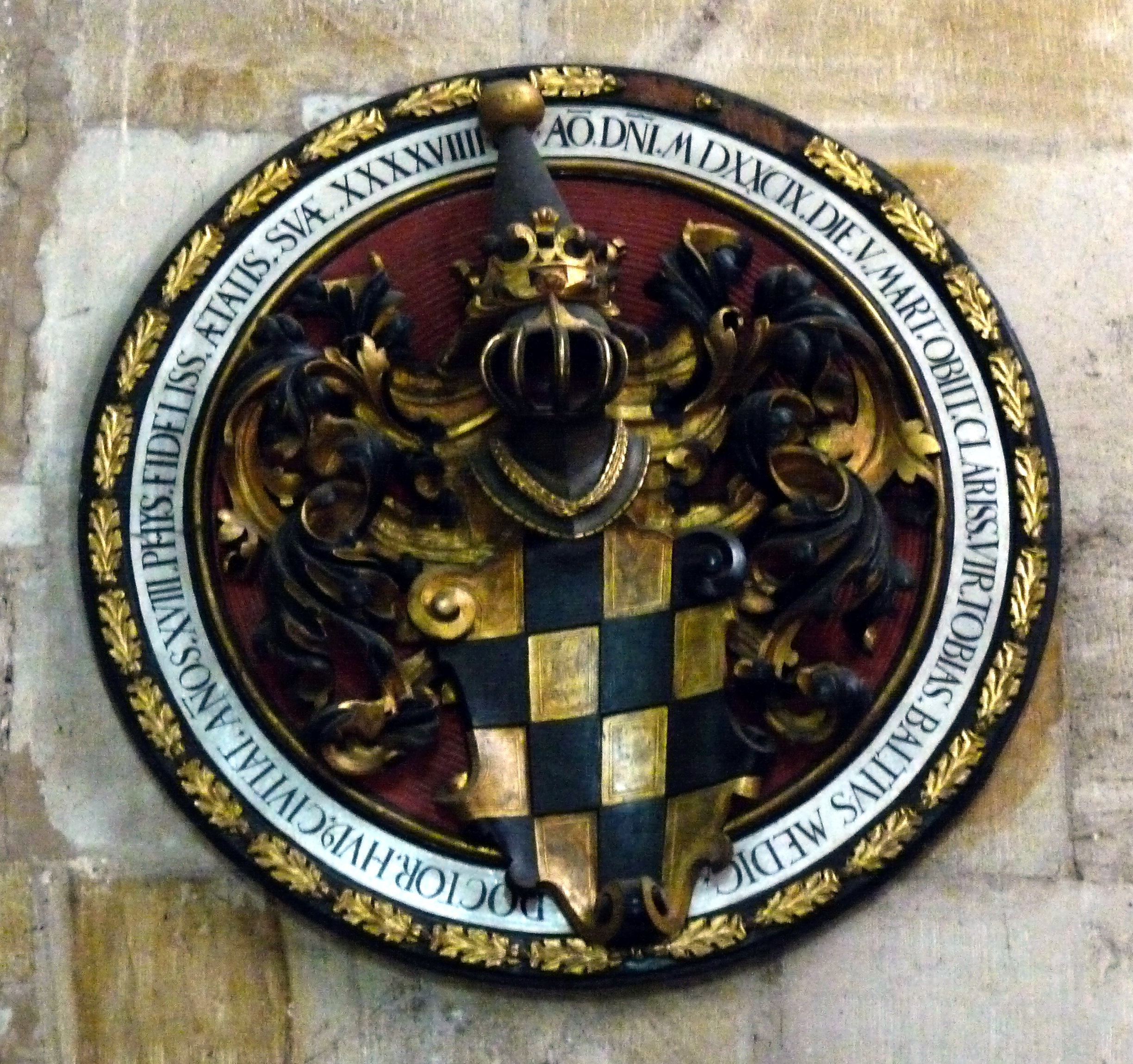
Escudo funerario de 1589 que se encuentra en la Frauenkirche de Esslingen (Alemania). En la dedicatoria se puede ver «AŌ» en lugar de ANNO y «AN̅OS» en lugar de ANNOS.

En los monasterios y después en las imprentas se tenía la costumbre de economizar letras abreviando para ahorrar esfuerzo en las tareas de copiado y colocación de caracteres. Así, la secuencia procedente de la geminada latina «nn» se escribía con una pequeña tilde encima de la ene: «ñ»; tal tilde o virgulilla (~) representaba a una n pequeña y "achatada" cursivamente. Lo mismo sucedió en portugués con «an» y «ã»; p. ej., annus > añus; y el grupo romance nn > ñ que se había palatalizado a lo largo del tiempo en la península ibérica.
| Proto-Semítico N | Fenicio N | Griego Ni | Etrusco N | Latín N | Español Ñ |
| ---------------- | --------- | --------- | --------- | ------- | --------- |
|                  |           |           |           |         |           |

## Uso
La ñ en español representa un sonido  nasal palatal (según el Alfabeto Fonético Internacional, /ɲ/), que significa que el aire escapa a través de la nariz y es articulada con la parte media o trasera de la lengua contra el paladar óseo.
En español y otras lenguas (como las lenguas filipinas, aimara, quechua, mapuche, mixteco, zapoteco, guaraní, euskera, chamorro, bubi, leonés y yavapai) cuyas ortografías tienen  base en la del español, representa la nasal palatal.  En gallego representa ese sonido. 
En tagalo, visayano y otros idiomas filipinos, la mayoría de los términos que incluían ñ se pasaron a escribir con ny con la ocupación estadounidense de Filipinas, en un esfuerzo estadounidense por la deshispanización del archipiélago. Aun así sobrevivió en muchos nombres propios, que suelen conservar la ñ y su grafía original española (como Santo Niño, Parañaque, Mañalac, Malacañán) y aunque con poco uso tiene presencia como decimoquinta letra en el alfabeto filipino. En la ortografía filipina antigua, la letra también se usaba, junto a g, para representar el sonido nasal velar [ŋ] (excepto a final de palabra, cuando se usaría ng) si era apropiado en lugar de una tilde, que originalmente abarcaba la secuencia de n y g (n͠g), como pan͠galan ("nombre"). Esto se debe a que la ortografía antigua se basaba en español, y sin la tilde, pangalan se habría pronunciado con la secuencia [ŋɡ] (por lo tanto, pang-GAlan). La forma ñg se convirtió en una forma más común de representar n͠g hasta principios del siglo XX, principalmente porque estaba más disponible en tipografías que la tilde que abarca ambas letras.

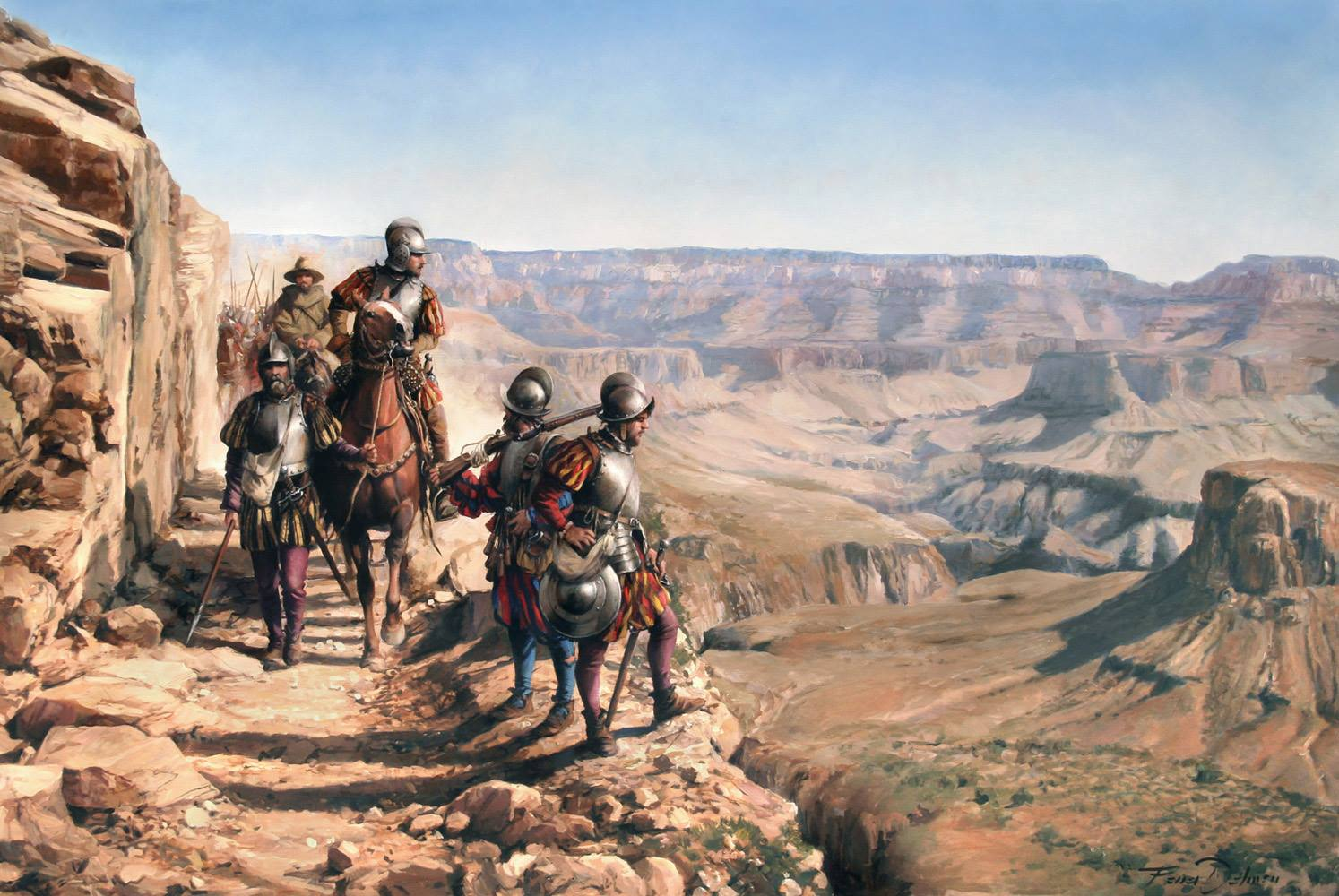
La expedición de Coronado de 1540 explorando el Gran Cañón.

También aparece en varios términos del inglés de origen español, como jalapeño, piña colada, piñata y El Niño. La palabra española cañón, sin embargo, se naturalizó como canyon, por lo que el Gran Cañón del Colorado es escrito como Grand Canyon. Hasta mediados del siglo XX, adaptarlo como nn era más común en inglés, como en la frase "Battle of Corunna". Ahora, casi siempre se deja sin modificar. La llamada Society for the Advancement of Spanish Letters in the Anglo Americas (SASLAA) es una organización preeminente enfocada en promover la adopción permanente de ñ en el idioma inglés.

### Uso no hispano
También se utiliza en otros sistemas de escritura de idiomas sin influencia del español para representar sonidos nasales. Este se debe a la casualidad de que durante la creación de sus ortografías, necesitaban un signo similar a la N y puesto que la Ñ era parecida se convertía en una opción muy conveniente ya que estaba ampliamente implantada, por la que la agregaron no tanto por su significado sino por su forma gráfica.
Algunos de estos idiomas la usan para representar la velar nasal, como en tártaro de Crimea, malayo y nauruano. Precisamente en la versión moderna del alfabeto yañalif (o yaꞑalif) del idioma tártaro y en el idioma lule sami, la ñ a veces se usa como sustituto de n con descendente (Ꞑ), que no está disponible en muchos sistemas informáticos.
En el caso de muchos idiomas de Senegal, por ejemplo el idioma wólof, ñ se usa como en español para el sonido nasal palatal. Senegal es único entre los países de África Occidental en el uso de esta letra. En el idioma tetun de Timor Oriental, también se adoptó para representar el mismo sonido en préstamos portugueses representados por nh, aunque esto también se usa en Tetum, al igual que ny, influenciado por el indonesio, evitando la confusión con el dígrafo.
En lengua bretona (noroeste de Francia) nasaliza la vocal precedente, como en Jañ (/ʒã/), que corresponde al nombre francés Jean y tiene la misma pronunciación. Tan recientemente como 2008, el gobierno francés comenzó a permitir el registro de nombres con esta letra.
En nauruano representa al dígrafo «ng», aunque actualmente la tendencia mayoritaria es usar simplemente «ng». Muchos hablantes de portugués la emplean para representar la palabra não en lenguaje informal de internet.
También se usa en la transliteración de la nasal palatal del sánscrito y otros idiomas escritos usando alfabetos índicos.

### Como símbolo cultural

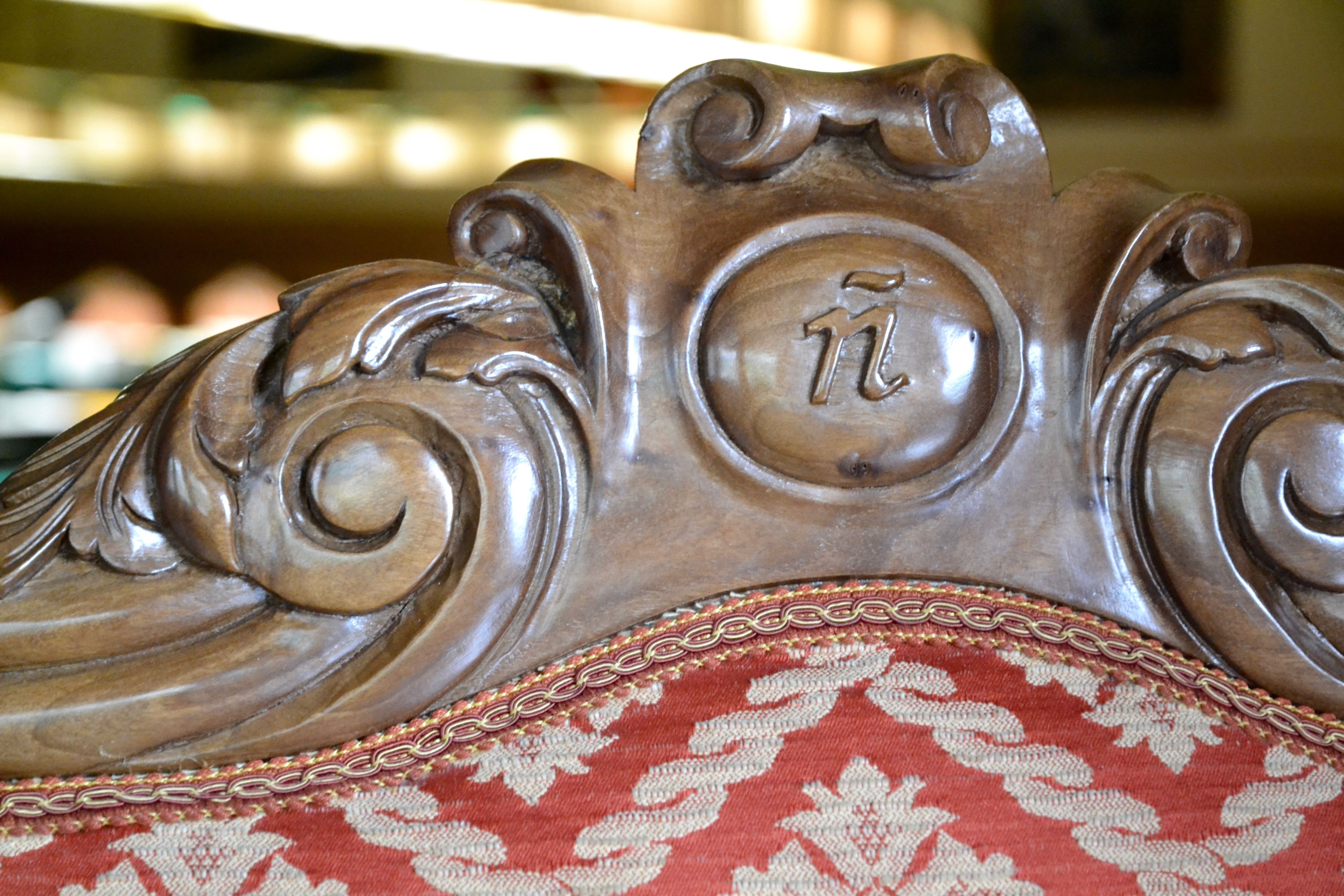
Los puestos de los catedráticos de la Real Academia Española están numerados con letras del abecedario, la silla ñ la ocupa Luis María Ansón.

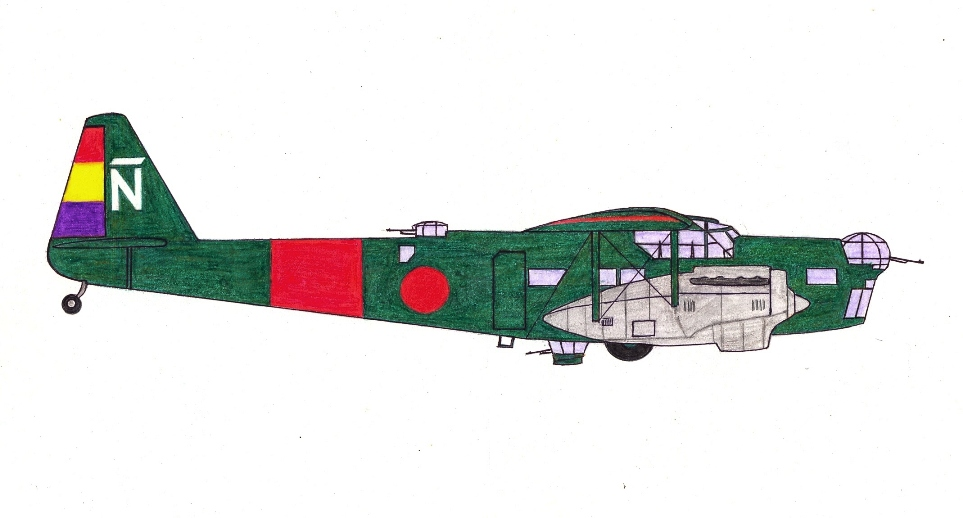
El bombardero de las Fuerzas Aéreas de la República Española Potez 540 utilizando la letra Ñ.

La letra eñe se ha convertido en un símbolo frecuente para representar la identidad del idioma español. El editor latino Bill Teck etiquetó la cultura hispana y su influencia en los Estados Unidos como la "Generación Ñ" y comenzó una revista con ese nombre. Organizaciones como el Instituto Cervantes y la Asociación Nacional de Periodistas Hispanos han adoptado la letra como su marca de herencia hispana.
Fue utilizado en el Ejército del Aire de la República Española para la identificación de aeronaves. Las circunstancias que rodearon el accidente del avión de serie 'Ñ' Potez 540 que fue derribado sobre la Sierra de Gúdar del Sistema Ibérico cerca de Valdelinares inspiraron al escritor francés André Malraux a escribir la novela L'Espoir (1937), traducida al inglés como Man's Hope y convertida en película llamada Espoir: Sierra de Teruel.
En 1991, un informe de la Comunidad Europea recomendaba la derogación de un reglamento que impedía la venta en España de productos informáticos que no respaldaran "todas las características del sistema de escritura español", alegando que se trataba de una medida proteccionista contra los principios del libre mercado. Esto habría permitido la distribución de teclados sin una tecla "Ñ". La Real Academia Española afirmó que se trataba de un grave atentado contra la lengua. El premio Nobel de Literatura Gabriel García Márquez expresó su desdén por la petición de eliminación al decir: "La 'Ñ' no es una basura arqueológica, sino todo lo contrario: un salto cultural de una lengua romance que dejó atrás a las demás al expresarse con solo una letra es un sonido que otros idiomas siguen expresando con dos ".
Otras formas de controversia es  la relativa a la anglicización de apellidos españoles. La sustitución de ñ con otra letra altera la pronunciación y el significado de una palabra o nombre, de la misma manera que lo haría al reemplazar cualquier letra de una palabra dada por otra. Por ejemplo, un apellido español común como Peña  (que significa "colina rocosa") a veces es editado en publicaciones inglesas y convertido en Pena ("lástima"). Otro ejemplo común es "Núñez".
Cuando Federico Peña se postuló por primera vez para alcalde de Denver en 1983, el Denver Post imprimió su nombre sin tilde como "Pena". Solo después de que ganara las elecciones, comenzaron a imprimir su nombre con virgulilla. Como la administración de Peña tuvo muchas críticas, sus objeciones a veces se expresaron caprichosamente como "ÑO".
Desde 2011, el canal de noticias "CNN en Español" incorpora en su logotipo una virgulilla sobre las dos enes.
Como parte del día de las bromas de abril del 2013, la profesora de lingüística puertorriqueña Aida Vergne escribió un artículo periodístico en el que afirmaba que la Real Academia Española había optado por eliminar la ñ del idioma español, en lugar de ser reemplazada por la nn original del español antiguo. Como la Academia había eliminado previamente letras como ch y ll, tal acusación se tomó en serio y ocasionalmente la Academia tiene que recurrir a negar y aclarar la acusación.
Otro canal de noticias, TLN en Español, también solía usar "tlñ", con una ñ  en el lugar de la n esperada de su versión en inglés.

## Grafías equivalentes en otros idiomas

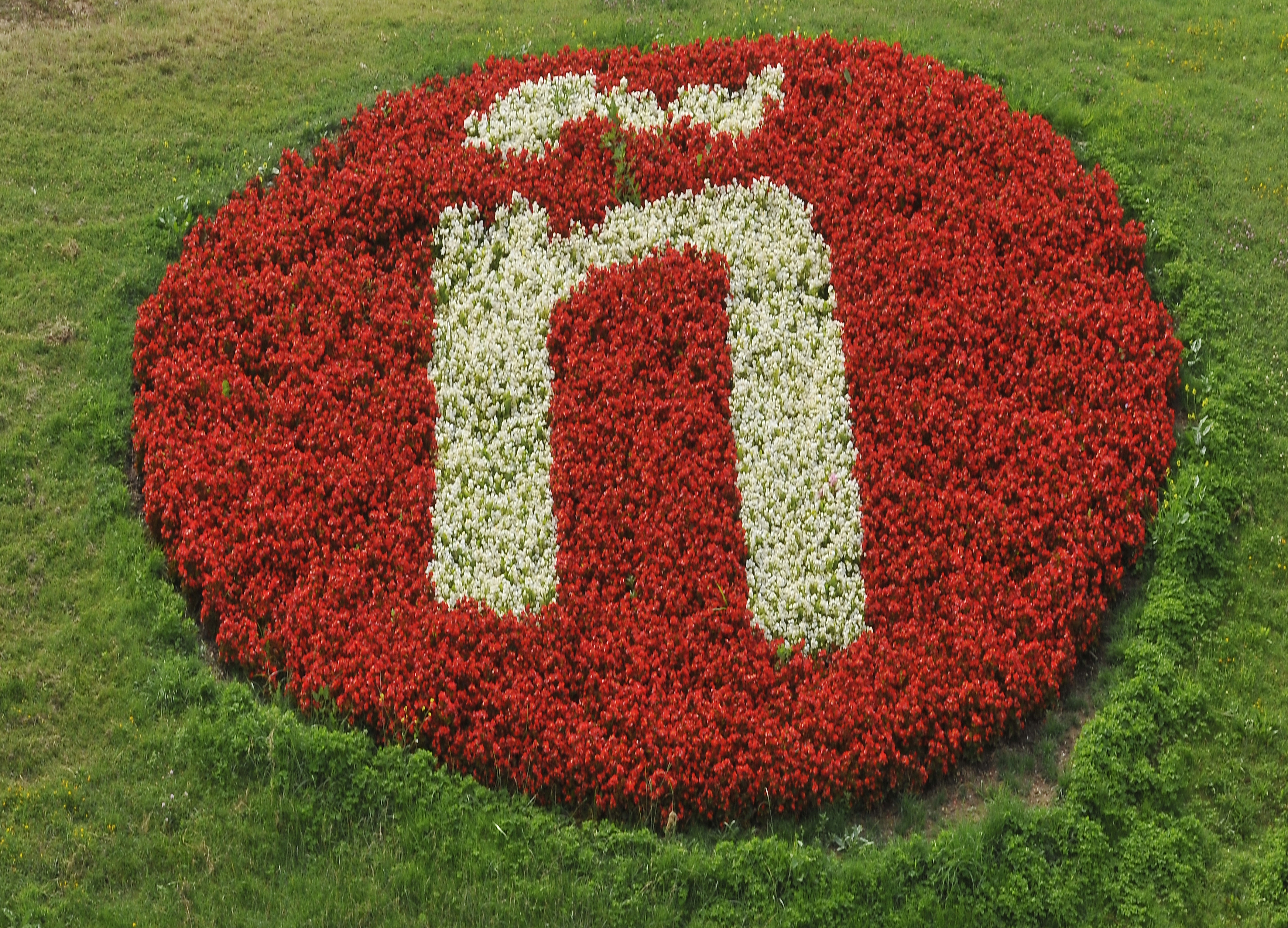
Arriate de la letra «ñ» en Logroño (España)

Actualmente la letra «ñ» se utiliza como letra del alfabeto español, asturiano, gallego, filipino, wólof, así como un buen número de lenguas indígenas de América (quechua, aimara, otomí, guaraní, entre otros).
En otras lenguas, la «n» doble ha derivado en grafías distintas:
- ny en oromo, aragonés, valón, catalán, ewe, gã, ganda, húngaro, hmong, indonesio, ladino, lingala, malayo, quenya, sesotho, suajili, valenciano, zhuang y zulú.
- gn en francés, bretón, valón, jèrriais, italiano, corso, sardo, genovés, piamontés, lombardo, veneciano, friulano, latín y siciliano.
- nh en occitano, mirandés, portugués y vietnamita.
- nj en neerlandés, serbocroata, feroés, frisio, arumano, cimbrio, finés, islandés y albanés.
- ň en checo, eslovaco y romaní.
- ń en polaco, donde, además, el dígrafo «ni» tiene idéntico valor (lo mismo sucede en euskera, donde aparte de la ñ, en algunos dialectos la ni se lee como una ñ).
- ņ en letón.
- ne/ni/en/in, ng (al inicio de la palabra cuando está palatizada) en gaélico.
- nn en leonés, aunque se está perdiendo por la influencia del español y se está usando la ñ principalmente. (ñube, nnube).
- nn en gaélico escocés cuando se pronuncian palatalizadas.
- in en euskera, aunque se usa Ñ en nombres propios (Iruña, Añorga, etc.) y a principio de palabra (ñika, ñabardura).[16]
- ɲ en bambara.
- n en gagauz ante ä, e, i, ö y u.
- にゃ en japonés (hiragana), (ニャ, katakana) aunque su sonido no es idéntico, se toma prestado para una mejor pronunciación ya que el sonido «ñ» no existe en japonés, ejemplo ベゴニャ traducido al castellano Begonya (Begoña), como se puede observar no se puede traducir tal cual la «ñ».
- нь en ucraniano, ruso y búlgaro.
- њ en serbocroata (cirílico).
- ஞ் en tamil.
- νι en griego.
- ኝ en ge'ez, amhárico, tigriña, tigré, harari, blin y me'en, entre otras lenguas que usan el alfabeto etíope.
- ञ en hindi, maratí, entre otras lenguas que usan el devanagari.

## Indicaciones sobre su uso ortográfico en español
Se escriben con ñ: 
- Todas las palabras con este fonema, con la excepción de cuando N va antes de Y o LL como en conllevar, inyectar, cónyuge: ñandú, araña, año, amaño, ñu, baño.

## Codificación digital

### Uso en Internet
Se pueden registrar dominios con la letra «ñ».
- En Chile, desde el 21 de septiembre de 2005, a las 11 horas, es posible registrar dominios .cl que contengan la letra eñe, vocales con tildes y diéresis.[18]
- En España, desde el 2 de octubre de 2007 a las 6 de la madrugada, la eñe junto con las tildes o las diéresis pueden formar parte del nombre de un dominio .es. Con esta iniciativa Red.es, entidad del Ministerio de Industria, Turismo y Comercio de España que tiene asignada en España la autoridad de registro de dominios, cumplía con la medida contemplada por Ley de Medidas de Impulso de la Sociedad de la Información.
- En Argentina, a partir de septiembre de 2008, por la resolución 616/08, se pueden registrar sitios que lleven en el dominio la letra eñe, tilde o diéresis, características propias del idioma español.[19]

Los buscadores y los servicios de correo electrónico más importantes son capaces de indexar los dominios con caracteres especiales, y por lo tanto, la letra eñe. El Comité IDN es la principal entidad internacional que gestiona los Dominios IDN (también llamados Dominios Multilingüe) promociona el uso de los dominios con caracteres especiales, pero todavía faltan muchos esfuerzos para superar los problemas técnicos que tienen los sistemas con letras como la Ñ. Sin embargo, surgen algunas ventajas de la utilización de nombres de dominio con la letra ñ.

### Uso en computadoras

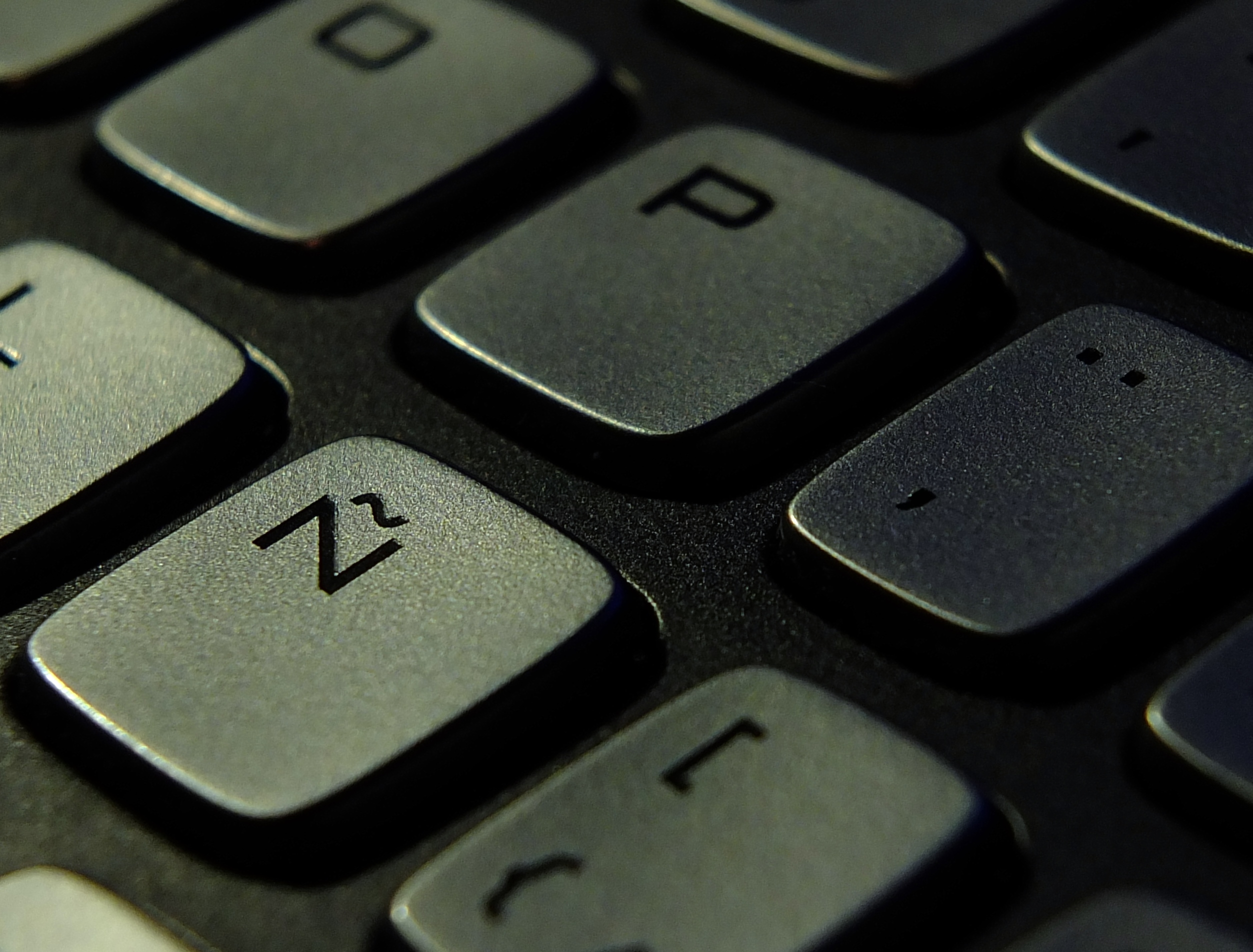
La eñe se sitúa a la derecha de la ele en los teclados QWERTY para español.

En caracteres HTML se expresa con los códigos &Ntilde; (Ñ) y &ntilde; (ñ).
Para los sistemas en los cuales no hay teclado en español se hace lo siguiente:
- En muchos sistemas se puede conseguir pulsando ~ y posteriormente la n. (~) + (n) = (ñ)
- En los computadores con sistema operativo Apple se puede escribir presionando [Option]-n y posteriormente pulsando N o n.
- En los sistemas operativos con Microsoft Windows se puede escribir eñe minúscula presionado ALT + 0241 (o 164) teniendo el BloqNum activado. Para la eñe mayúscula: ALT + 0209 (o 165).
- En los sistemas Linux/BSD con aplicaciones Gnome/GTK se puede escribir la eñe mediante su código Unicode, presionando ⇧ Mayús + CTRL + u y después escribiendo el código F 1 seguido de la tecla Enter. El código para la eñe mayúscula es D 1. Para esto hay que tener el Bloq mayus desactivado.
- En los sistemas que tengan una tecla Compose (composición) se puede escribir mediante la secuencia Compose n ~
- En los computadores con sistema operativo AmigaOS o derivados (MorphOS, AROS, etc.) se puede escribir presionando la teclaAmiga Derecha + J y posteriormente ingresando N o n.
- Otra opción es configurar el teclado internacional-US (US-International), donde la eñe se produce por la secuencia ALT GR + n, o tecleando el carácter (~) seguido de la letra n. Para la ñ mayúscula (Ñ) se logra con la secuencia ALT GR + ⇧ Mayús + n, o (~) seguido de ⇧ Mayús n.
- En el programa Word, si se emplea el Unicode, el número hexadecimal para obtener la letra ñ es: 00f1 o bien 00F1. Escriba cualquiera de estos dos grupos de cuatro caracteres, y con el cursor inmediatamente a la derecha del número 1, pulse las teclas ALT + X. Para obtener la letra Ñ el número hexadecimal es 00d1 o bien 00D1. En sentido inverso, si usted tiene una ñ, puede pulsar –con el cursor inmediatamente a la derecha de dicha letra– las teclas ALT + X, y obtendrá: 00F1. Algo similar ocurre con la Ñ, y también con cualquier otra letra del abecedario.

### Uso en teléfonos móviles
En la actualidad, prácticamente todos los teléfonos móviles permiten el uso de este carácter con normalidad.
La Blackberry de Research In Motion (RIM), no incluye la «ñ», pero se puede acceder a ella pulsando la N y a la vez la rueda de control hacia abajo.

### La polémica de los teclados con la UE en 1991
En 1991, se generó un conflicto cuando la Comunidad Económica Europea (CEE) impulsó el proyecto de algunos fabricantes de ordenadores, que pretendían comercializar teclados sin eñe.
Hasta ese momento, existía una reglamentación que impedía comercializar en España productos informáticos que no tuvieran en cuenta «todas las características del sistema gráfico del español».
La UE estimó que esa disposición equivalía a una medida proteccionista que violaba el principio de libre circulación de mercancías.
El primer organismo en reaccionar fue la Real Academia Española (RAE). La desaparición de la eñe de los teclados, proclamó en un informe divulgado en 1991, representaría «un atentado grave contra la lengua oficial».
El colombiano Gabriel García Márquez, premio Nobel de Literatura 1982, afirmó: 

Es escandaloso que la CE (Comunidad Europea) se haya atrevido a proponer a España la eliminación de la eñe (…) solo por razones de comodidad comercial (…) Los autores de semejante abuso y de tamaña arrogancia deberían saber que la eñe no es una antigualla arqueológica, sino todo lo contrario: un salto cultural de una lengua romance que dejó atrás a las otras al expresar con una sola letra un sonido que en otras lenguas sigue expresándose con dos.
Gabriel García Márquez.

Mientras que la poetisa argentina María Elena Walsh, en el diario La Nación de Buenos Aires, señaló: 

¡No nos dejemos arrebatar la eñe! Ya nos han birlado los signos de apertura de interrogación y admiración. Ya nos redujeron hasta el apócope… Sigamos siendo dueños de algo que nos pertenece, esa letra con caperuza, algo muy pequeño, pero menos ñoño de lo que parece (…) La supervivencia de esta letra nos atañe, sin distinción de sexos, credos ni programas de software (…) Luchemos para no añadir más leña a la hoguera donde se debate nuestro discriminado signo (…) La eñe es gente.
María Elena Walsh, en el diario La Nación.

En todo caso, para consolidar la protección de la letra, el gobierno español respondió el 23 de abril de 1993 con un Real Decreto que mantenía la obligación de la eñe en los teclados, acogiéndose al Tratado de Maastricht, siendo ya la Unión Europea (UE), que admite excepciones de carácter cultural.
| Carácter      | Ñ                                 | Ñ                                 | ñ                               | ñ                               |
| ------------- | --------------------------------- | --------------------------------- | ------------------------------- | ------------------------------- |
| Unicode       | LATIN CAPITAL LETTER N WITH TILDE | LATIN CAPITAL LETTER N WITH TILDE | LATIN SMALL LETTER N WITH TILDE | LATIN SMALL LETTER N WITH TILDE |
| Codificación  | decimal                           | hex                               | decimal                         | hex                             |
| Unicode       | 209                               | U+00D1                            | 241                             | U+00F1                          |
| UTF-8         | 195 145                           | C3 91                             | 195 177                         | C3 B1                           |
| Ref. numérica | &#209;                            | &#xD1;                            | &#241;                          | &#xF1;                          |
| Ref. entidad  | &Ntilde;                          | &Ntilde;                          | &ntilde;                        | &ntilde;                        |